# Fredegunda diluta
Fredegunda diluta là một loài tò vò trong họ Ichneumonidae.